# Кецховелі Микола Миколайович
Ніко (Микола Миколайович) Кецховелі (26 грудня 1897 , Tkviavid, Тифліська губернія, Російська імперія  — 26 грудня 1982 , Тбілісі ) — грузинський радянський ботанік, письменник і громадський діяч, академік Академії наук Грузинської РСР, заслужений діяч науки Грузинської РСР, лауреат Державної премії Грузинської РСР.

## Біографія
Народився 26 грудня 1897 (7 січня 1898) у селі Тквіаві Горійського повіту Тифліської губернії. 1918 року закінчив Тифліську грузинську гімназію, після чого вступив на математико-природничий факультет Тифліського державного університету, де навчався до 1926 року.
Перші наукові роботи присвячені боротьбі з бур'янами. Надалі займався геоботанічними, географічними, історичними та систематичними дослідженнями.
З 1923 року працював препаратором на кафедрі ботаніки університету Тифліса, потім — на посаді асистента. 1932 року обійняв посаду завідувача кафедри, згодом керував кафедрою ботаніки Грузинського сільськогосподарського інституту, кафедрою ботаніки Грузинського зоотехнічного ветеринарного навчально-дослідного інституту, агробіологічним факультетом Тбіліського педагогічного інституту, біологічним факультетом Тбіліського державного універистету. З 1934 року він був заступником директора Інституту ботаніки Грузинської філії Академії наук.
Доктор біологічних наук (1937), з 1938 року — професор Тбіліського державного університету.

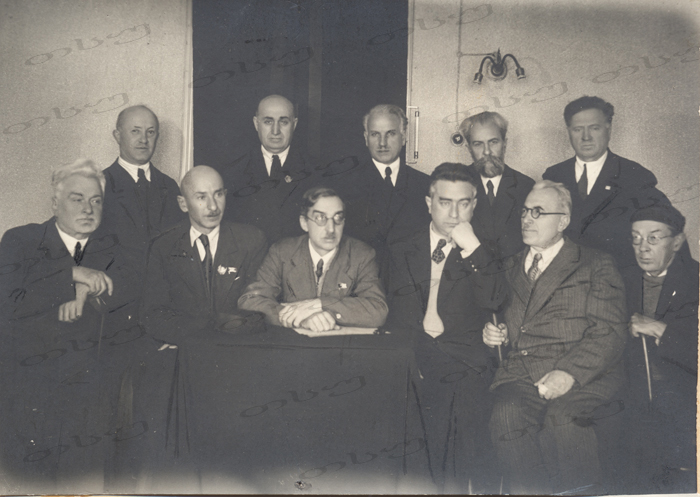
Перша президія Академії наук Грузинської РСР: зліва направо: Корнелій Кекелідзе, Микола Кецховелі, Микола Мусхелішвілі (голова), Симон Джанашіа, Георгій Ахвледіані, Філіп Зайцев; Коштують: Олександр Джанелідзе, Тарас Кварацхелія, Арнольд Чікобава, Георгій Чубінашвілі, Акакій Шанідзе. 1941

У 1941 році під час заснування Академії наук Грузинської РСР був обраний її дійсним членом, у 1943—1945 роках був її віце-президентом. З 1945 року — ректор Тбіліського державного університету. З 1963 — директор Інституту ботаніки.
1980 року став почесним громадянином міста Тбілісі.
Помер у 1982 році.

## Деякі наукові роботи
- Основні типи рослинного покриву Грузії, Тбілісі, 1935.(груз.)
- Геоботанічна карта Грузії, Тбілісі, 1936.
- Зони культурних рослин Грузії, Тбілісі, 1957.

## Деякі види, названі на честь Миколи Кецховелі
- Barbarea ketzkhovelii Mardal., 1977 [≡ Barbamine ketzkhovelii (Mardal.) A.P.Khokhr., 1997]
- Dianthus ketzkhovelii Makaschv., 1947
- Pyrus ketzkhovelii Kuth., 1947
- Scorzonera ketzkhovelii Sosn. ex Grossh. & Sosn., 1938
- Tragopogon ketzkhovelii Kuth., 1951